# 托爾圖拉灣
托爾圖拉灣（英語：Tortula Cove），是南極洲的海灣，位於南喬治亞群島，處於邁角以南的邁維肯灣東部，由奧托·努登舍爾德率領的瑞典探險隊測量，由英國海外領土管轄。